# 菊池雅之
菊池 雅之（きくち まさゆき、1975年 - ）は、日本の軍事フォトジャーナリスト。

## 来歴
東京都出身。埼玉県立越谷西高等学校、日本写真芸術専門学校卒。
講談社フライデー編集部契約カメラマンを経てフリーフォトジャーナリストとなり、世界中の軍事情勢を取材している。また危機管理をテーマに警察や消防、海上保安庁に関する取材も精力的に行っている。

## 著書
- 「試練と感動の遠洋航海」（かや書房）
- 「がんばれ女性自衛官」
- 「よく分かる艦艇の基礎知識」
- 「かっこいいぞパトカー」
- 「新版 よくわかる！艦艇の基礎知識 」（イカロス出版）
- 「こんなにスゴイ最強の自衛隊」（竹書房）
- 「図解 特殊部隊の秘密」（PHP研究所）
- 「警察組織解体新書」（ぶんか社）

共著
- 「イラク派遣の真実」（共著：三修社）
- 「最新 日本の対テロ特殊部隊」（共著：三修社）

連載等
- 「コンバットマガジン」（ワールドフォトプレス）
- 「Jグランド」（イカロス出版）
- 「SATマガジン」（かまど出版）
- 「軍事研究」（ジャパンミリタリーレビュー）

その他
- 「フライデー」（講談社）
- 「週刊プレイボーイ」（集英社）
- 「SAPIO」（小学館）
- 「週刊ポスト」

出典: